# Alvar Palmgren

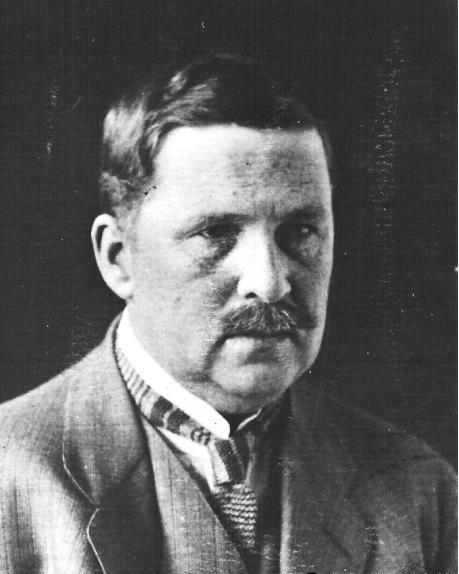
Alvar Palmgren

Alvar Palmgren (* 28. April 1880 in Helsinki, Finnland; † 30. November 1960 ebenda) war ein finnlandschwedischer Botaniker Sein botanisches Autorenkürzel lautet „Palmgr.“

## Beruf
Von 1904 bis 1948 lehrte Palmgren an der Neuen Schwedischen Schule für Bildung.
Palmgren schloss 1912 sein Studium ab, promovierte 1914 und wurde 1916 Professor für Botanik. Von 1916 bis 1924 war er Dozent, von 1924 bis 1928 Assistent und von 1928 bis 1950 schwedischsprachiger Professor für Botanik an der Universität Helsinki.

## Ämter
- Von 1947 bis 1950 schwedischer Prorektor an der Universität Helsinki.
- Von 1920 bis 1957 Vorsitzender von Societas pro Fauna et Flora Fennica.[2]

## Arbeitsgebiete
Palmgren forschte über die åländische Flora und Vegetation. Er untersuchte das Vorkommen und die Arten von Gefäßpflanzen und Seggen in den Wäldern und im Meer von Fennoskandinavien. Mehr als 30 Pflanzen wurden nach Palmgren benannt.

## Disput
Palmgren führte einen heftigen Disput mit Paul Jaccard. Jaccard behauptete, dass der von ihm postulierte Generische Koeffizient ein gewisses Maß für Einflussfaktoren auf die Artenvielfalt ist.
Dagegen führten Palmgren, wie auch Arthur Maillefer und der ungarische Mathematikers George Pólya die Schwankungen der Artenvielfalt auf rein zufällige Effekte zurück.
Dieser Disput wurde später ebenso geführt zwischen Charles Sutherland Elton und Carrington Bonsor Williams und zwischen Peter Raymond Grant und Daniel Simberloff. Offenbar konnte sich keine der Ansichten durchsetzen, denn der generische Koeffizient wird auch in modernen Botanikbüchern weiterhin als Maß für die Artenvielfalt genutzt.

## Sonstiges
1901 gliederte Nikolaus II., Kaiser des Russischen Reiches, 1901 die Finnische Armee in die Russische Armee ein.
Palmgren organisierte unter den Studenten den Widerstand und viele Wehrpflichtige leisteten 1902 der Einberufung nicht Folge.
Alvar Palmgren war Bruder des Politikers Axel Palmgren, Cousin des Schriftstellers und Staatlichen Naturschutzbeauftragten Rolf Odo Armand Palmgren und Vater des Zoologen Pontus Palmgren.

## Veröffentlichungen (Auswahl)
- Bidrag till kännedomen om Ålands vegetation och flora in Société pro fauna et flora fennicas, Acta, 34, 1910
- Hippopha Rhamnoides auf Åland, licentiatia 1912
- Studier över lövängsområdena på Åland, et al., Fenn. Acta, 42, 1913–1917
- Die Entfernung als pflanzengeographischer Faktor Fenn. Acta, 47, 1921
- Über Artenzahl und Areal sowie über die Konstitution der Vegetation. Eine vegetationsstatistische Untersuchung (Übersetzung des Verfassers: Studier över lövängsområdena på Åland. III. Statistisk undersökning at floran, 1917) in Acta Forestalia Fennica, 22, 1922
- Zur Kenntnis des Florencharakters des Nadelwaldes in Acta Forestalia Fennica, 22, 1922
- Die Artenzahl als pflanzengeografischer Charakter in Societas pro Fauna er Flora Fennica, Acta Botanica Fennica, Helsingforsia, 1925, online
- Der Zufall und die säkulare Landhebung als pflanzengeografische Faktoren in Societas pro Fauna er Flora Fennica, Acta Botanica Fennica, Helsingforsia, 1925, online
- Juncus balticus Willd., neu für Nyland, Memoranda Societatis pro Fauna et Flora Fennica 1., 1927
- Torilis Anthriscus (L.) Gmel. auf Åland, Memoranda Societatis pro Fauna et Flora Fennica 1., 1927
- Epilobium rubescens Rydb., im Schärenarchipel von Åland gefunden, Memoranda Societatis pro Fauna et Flora Fennica 1., 1927
- Carex brunnescens (Pers.) Poir., neu für Åland, Memoranda Societatis pro Fauna et Flora Fennica 1., 1927
- Juncus balticus Willd. auf Åland, Memoranda Societatis pro Fauna et Flora Fennica 1., 1927
- Suaeda maritima (L.) Dum. auf Åland, Memoranda Societatis pro Fauna et Flora Fennica 1., 1927
- Salix repens *rosmarinifolia L., ein östlicher Einwanderer auf Åland, Memoranda Societatis pro Fauna et Flora Fennica 1., 1927
- Geranium pratense L., neu für Åland, Memoranda Societatis pro Fauna et Flora Fennica 1., 1927
- Thymus chamaedrys Fr., neu für Åland, Memoranda Societatis pro Fauna et Flora Fennica 1., 1927
- Pyrola media Sw. auf Åland, Memoranda Societatis pro Fauna et Flora Fennica 1., 1927
- Potamogeton polygonifolius Pourr. in Finnland, Memoranda Societatis pro Fauna et Flora Fennica 1., 1927
- Calamagrostis arundinacea (L.) Roth, auf Åland, Memoranda Societatis pro Fauna et Flora Fennica 1., 1927
- Neuer Fundort von Carex arenaria L. auf Åland, Memoranda Societatis pro Fauna et Flora Fennica 1., 1927
- Neue Lokalitäten für Fritillaria Meleagris auf Åland, Memoranda Societatis pro Fauna et Flora Fennica 1., 1927
- Neue Lokalität für Lepidium campestre L. (R. Br.) auf Åland, Memoranda Societatis pro Fauna et Flora Fennica 1., 1927